# Linia Dmowskiego

Polskie postulaty terytorialne na paryskiej konferencji pokojowej (Linia Dmowskiego) na tle mapy etnograficznej regionu i granic Rzeczypospolitej 1772

Linia Dmowskiego – linia proponowanych granic Polski przedstawiana przez stronę polską na paryskiej konferencji pokojowej, na której domagano się włączenia do Polski, oprócz otrzymanych i wywalczonych terenów, całego Górnego Śląska, Pomorza Nadwiślańskiego z Gdańskiem, Warmii i Mazur, Litwy, zachodniej i centralnej Białorusi z Mińskiem, Wołynia i zachodniego Podola.
Linia graniczna na wschodzie Polski miała według Noty Delegacji Polskiej biec następująco: (...) poczynając od wybrzeża Bałtyku na wschód od Łabiawy granica idzie z linią wybrzeża ku północy przez Kłajpedę i Połągę. (...) Od wybrzeża na północ od Libawy granica postępuje na wschodzie linią historycznej granicy 1772 r. pomiędzy Polską a Kurlandią. Dochodzi w ten sposób do powiatu iłłuksztańskiego w Kurlandii. Powiat ten rewindykowany jest przez Polskę ze względu na swoją pozycję geograficzną i na przewagę w ludności elementu polskiego. Tutaj granica idzie brzegiem (dimite) powiatu iłłuksztańskiego do rzeki Dźwiny i przechodzi na jej prawy brzeg (gubernia witebska), ażeby postępować ku wschodowi równolegle do rzeki, a w odległości około 30 kilometrów do granic powiatu drysieńskiego, włączając tenże wraz z powiatem połockim. Dalej przechodzi ona na północno-zachód od Horodka, powraca na lewy brzeg Dźwiny około 30 kilometrów na zachód od Witebska i idzie ku południowi, przechodząc na zachód od Sienna do punktu, w którym spotyka granicę pomiędzy gubernią mińską i mohylowską, postępując z tą linią graniczną ku południowi aż do Berezyny w miejscu, gdzie ona dotyka granicy północnej powiatu rzeczyckiego, następnie przekraczając Berezynę, idzie w kierunku południowo-zachodnim do Prypeci na wschód od Mozyrza. Stamtąd, przekraczając Prypeć, granica idzie linią podziału pomiędzy powiatami mozyrskim i rzeczyckim, po czym, postępując ciągle w kierunku południowo-zachodnim, przechodzi na zachód do miast Owrucza i Zwiahla na Wołyniu i dochodzi aż do punktu, gdzie spotykają się granice powiatów zasławskiego, ostrogskiego i zwiahelskiego. Następnie, kierując się na południe, linia pograniczna postępuje granicą wschodnią powiatów zasławskiego i starokonstantynowskiego aż do punktu, gdzie spotyka granice powiatów latyczowskiego i płoskirowskiego na Podolu; stamtąd ciągle w kierunku południowym dosięga ona koło Zińkowa rzekę Uszycę i idzie z jej biegiem do Dniestru, który stanowi w tym miejscu południową granicę pomiędzy Polską a Rumunią.
Propozycja ta została odrzucona, a w późniejszym okresie wycofał się z niej także autor, który podczas negocjacji kończących wojnę polsko-bolszewicką opowiedział się przeciwko włączeniu do Polski m.in. Mińska. Tłumaczył to chęcią budowy państwa bez mniejszości narodowych, a de facto motywem była chęć uniemożliwienia realizacji koncepcji federacyjnej Józefa Piłsudskiego nawet w ograniczonym zakresie. W konsekwencji w traktacie ryskim granicę polsko-sowiecką wytyczono w odległości ok. 30 km na zachód i północ od Mińska. Obszar Polski według koncepcji Dmowskiego miał wynosić ok. 447 000 km² z 33,3-milionową populacją.